# STS-121
STS-121 est la trente-deuxième mission de la navette spatiale Discovery et la dix-huitième mission d'une navette américaine vers la Station spatiale internationale ISS.
Le principal objectif est de rejoindre l'ISS afin d'y livrer de nouveaux équipements.
 
Cette mission était aussi destinée à effectuer de nombreux tests et à valider de nouvelles procédures de vol et de sécurité. Par ailleurs, l'astronaute allemand Thomas Reiter est resté à bord de l'ISS dans le cadre de l'expédition 13. Il est le troisième résident sur l'ISS  qui ne comptait que deux membres d'équipage permanents depuis l'accident de la navette spatiale Columbia.

## Équipage
- Commandant: Steven W. Lindsey (4)  États-Unis
- Pilote: Mark E. Kelly (2)  États-Unis
- Spécialiste de mission 1 : Michael E. Fossum (1)  États-Unis
- Spécialiste de mission 2 : Piers Sellers (2)  États-Unis
- Spécialiste de mission 3 : Lisa Nowak (1)  États-Unis
- Spécialiste de mission 4 : Stephanie Wilson (1)  États-Unis

Resté à bord de la station ISS :
- Ingénieur de vol : Thomas Reiter (2) ESA  Allemagne

Entre parenthèses le nombre de vols spatiaux (y compris la mission STS-121)

## Paramètres de la mission
- Masse :
  - Navette au décollage : 121 092 kg
  - Navette à l'atterrissage : ? kg
  - Chargement : ? kg
- Périgée : 352,8 km
- Apogée : 354,2 km
- Inclinaison : 51,6°
- Période : 91,6 min

### Amarrage à la station spatiale internationale
- Début : 6 juillet 2006, 14h52 UTC
- Fin : 15 juillet 2006, 10h08 UTC
- Temps d'amarrage : 8 jours, 19 heures, 16 minutes

### Sorties dans l'espace

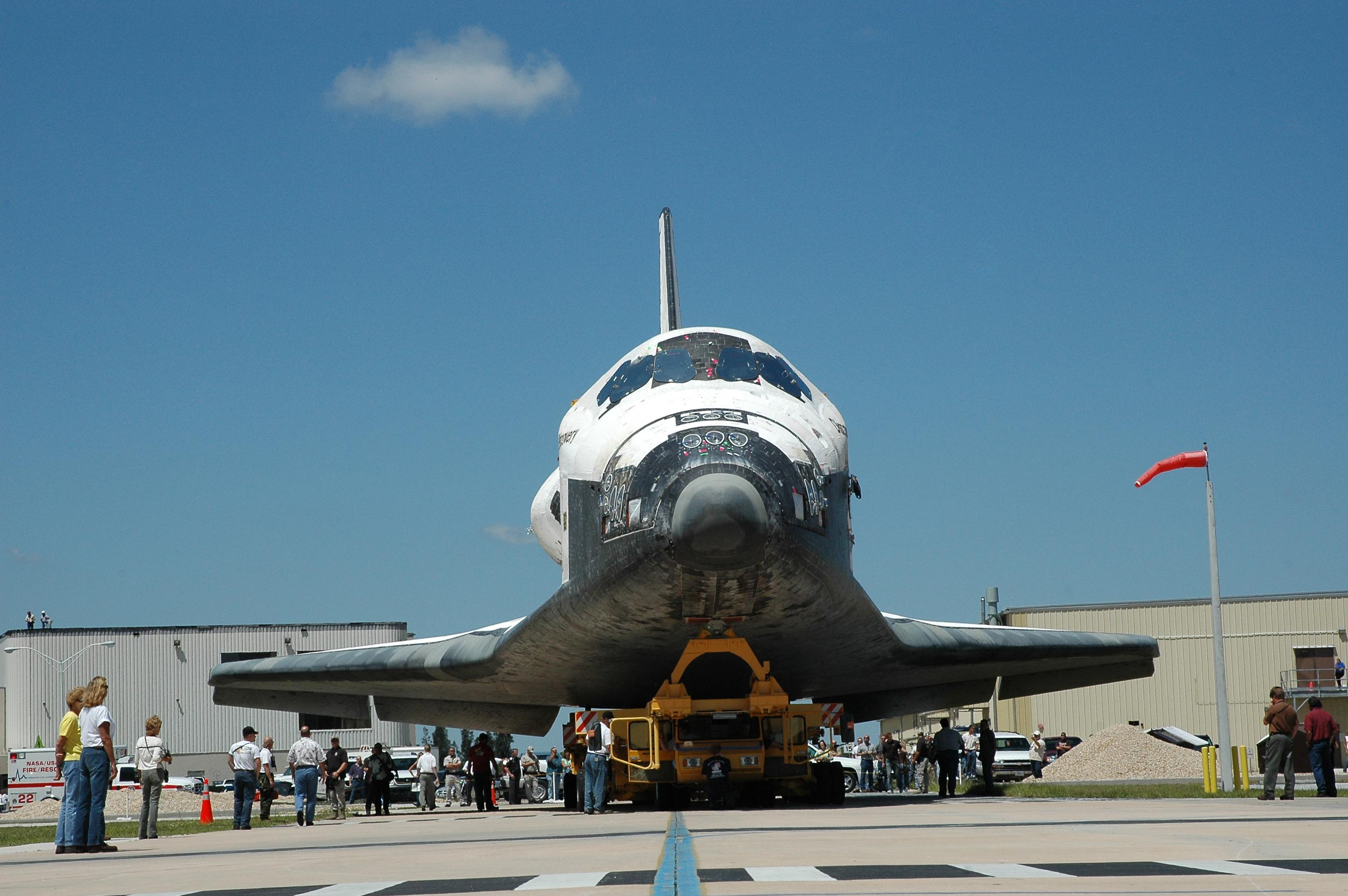
Discovery est déplacé en vue de la mission STS-121.
Image de la NASA

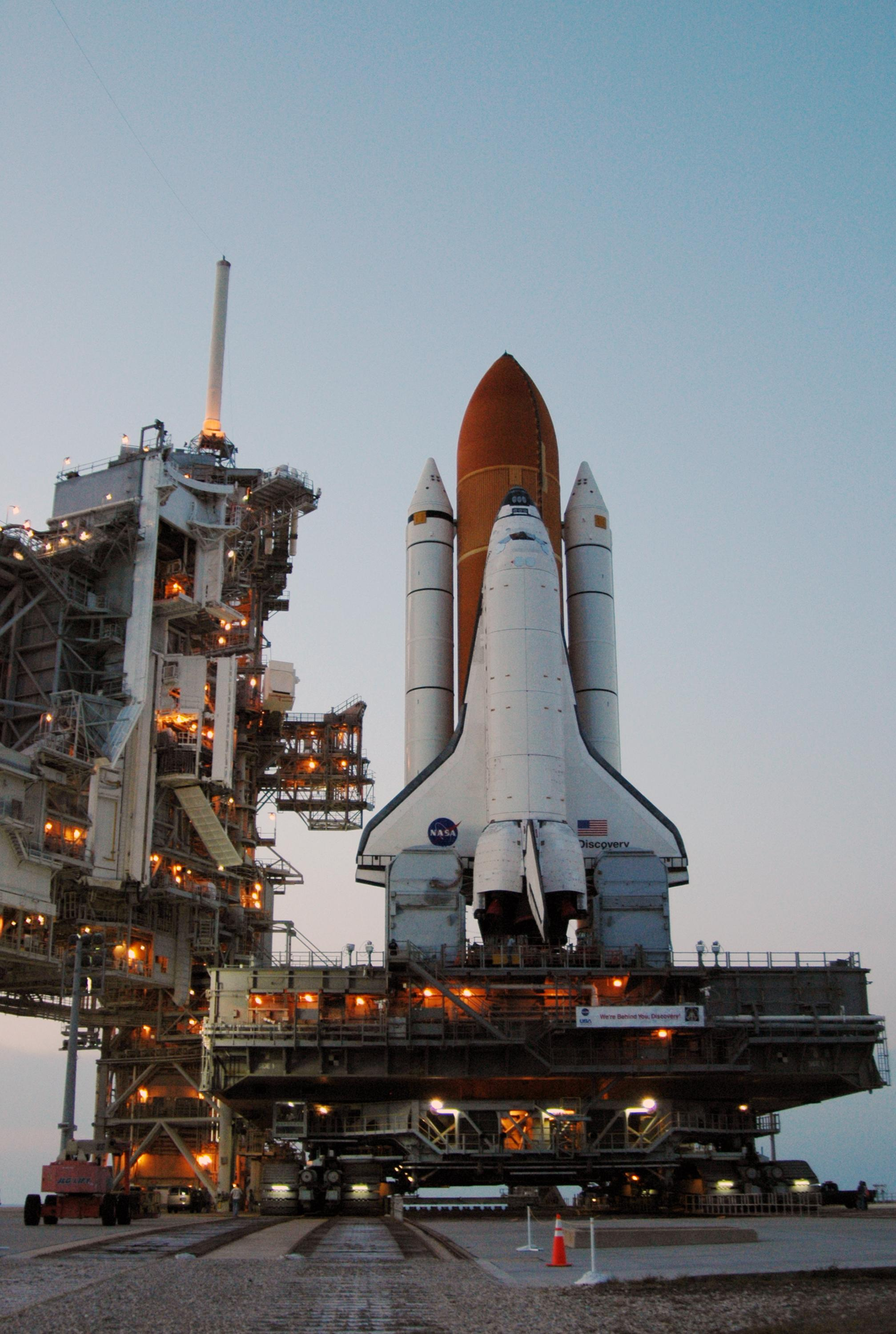
Discovery sur son pas de tir en vue de la mission STS-121

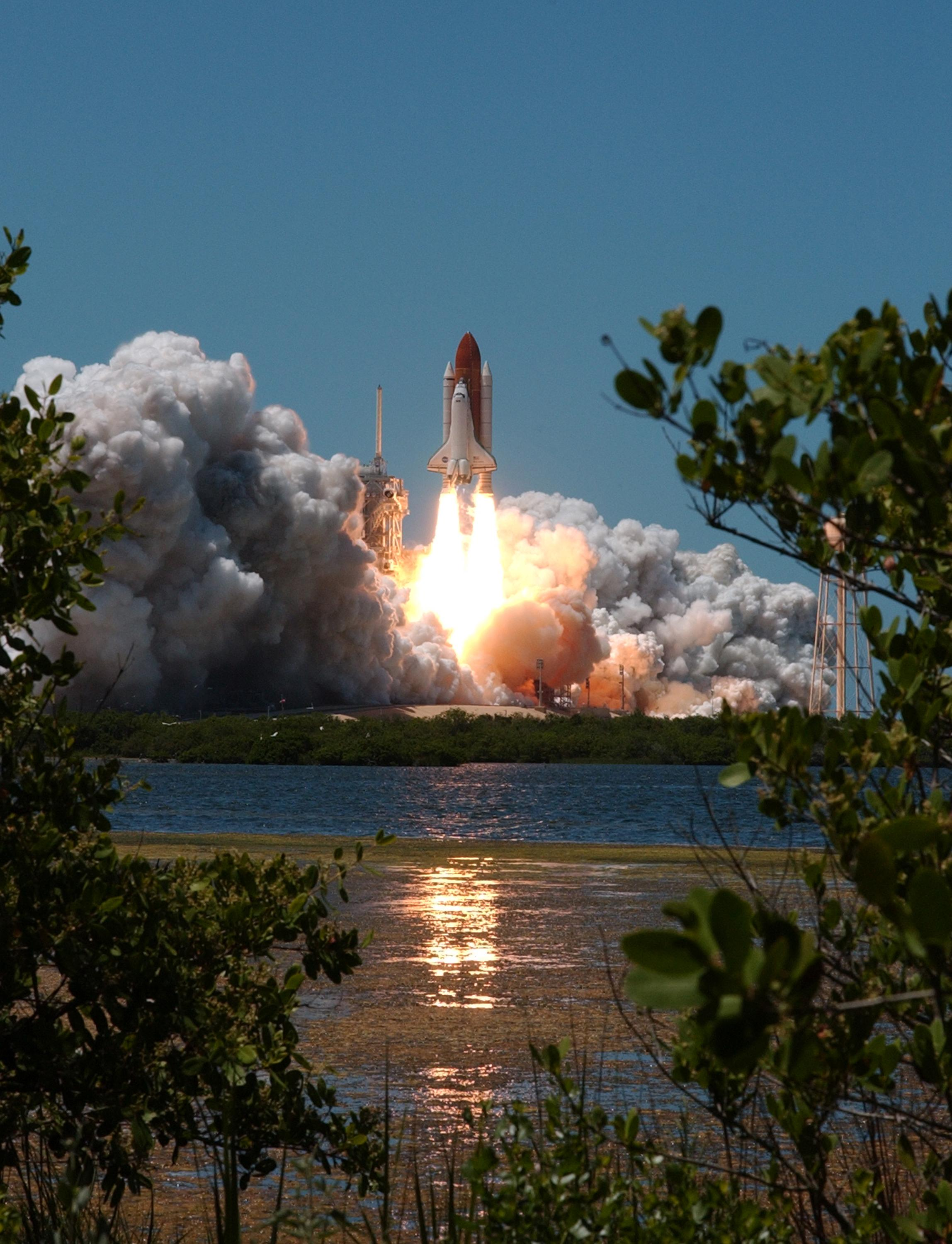
Décollage de Discovery le 4 juillet 2006

- Sellers et Fossum  - EVA 1
- Début de EVA 1 : 8 juillet 2006 - ?h? UTC
- Fin de EVA 1 : 8 juillet 2006 - ?h? UTC
- Durée : 7 heures, 31 minutes

- Sellers et Fossum  - EVA 2
- Début de EVA 2 : 10 juillet 2006 - ?h? UTC
- Fin de EVA 2 : 10 juillet 2006 - ?h? UTC
- Durée : 6 heures, 47 minutes

- Sellers et Fossum  - EVA 3
- Début de EVA 3 : 12 juillet 2006 - 07h13 UTC
- Fin de EVA 3 : 12 juillet 2006 - 14h24 UTC
- Durée : 7 heures, 11 minutes